# Schweizer Nordische Skimeisterschaften 1965
Die Schweizer Nordischen Skimeisterschaften 1965 fanden am 6. und 7. Februar 1965 in Kandersteg, am 31. Januar 1965 in Riederalp und am 21. Februar 1965 in Le Brassus statt. Ausgetragen wurden im Skilanglauf die Distanzen 15 km, 30 km und 50 km, sowie die 4 × 10 km Staffel. Konrad Hischier gewann alle drei Einzeltitel. Zudem siegte die Staffel von SC Einsiedeln. Bei den Frauen wurde ein 10-km-Lauf mit acht Starterinnen absolviert, das erstmals offiziell gewertet wurde. Dabei siegte die Bernerin Käthi von Salis. Das Skispringen gewann Heribert Schmid und die Nordische Kombination Jacky Rochat.

## Skilanglauf

### Männer

#### 15 km
| Platz | Name            | Verein         | Zeit       |
| ----- | --------------- | -------------- | ---------- |
| 01    | Konrad Hischier | SC Obergoms    | 55:48 min. |
| 02    | Alois Kälin     | SC Einsiedeln  | 57:39 min. |
| 03    | Franz Kälin     | SC Einsiedeln  | 58:33 min. |
| 04    | Gregor Hischier | SC Obergoms    | 59:52 min. |
| 05    | Josef Haas      | SC Marbach     | 1:00:05 h. |
| 06    | Alphonse Baume  | SC La Brévine  | 1:00:07 h. |
| 07    | Hans Oberer     | Chur           | 1:00:08 h. |
| 08    | Paul Bebi       | SC Davos       | 1:00:26 h. |
| 09    | Denis Mast      | Les Cernets    | 1:00:37 h. |
| 10    | Georges Dubois  | Chaux de Fonds | 1:01:16 h. |

Datum: Samstag, 6. Februar 1965 in Kandersteg
 Mit einer Minuten und 51 Sekunden Vorsprung gewann Konrad Hischier vor den Vorjahressieger Alois Kälin.

#### 30 km
| Platz | Name            | Verein        | Zeit (std) |
| ----- | --------------- | ------------- | ---------- |
| 01    | Konrad Hischier | SC Obergoms   | 2:10:36,7  |
| 02    | Franz Kälin     | SC Einsiedeln | 2:20:59,0  |
| 03    | Hans Oberer     | Splügen       | 2:21:40,4  |
| 04    | Gregor Hischier | SC Obergoms   | 2:21:47,7  |
| 05    | Josef Haas      | SC Marbach    | 2:23:09,7  |
| 06    | Paul Bebi       | SC Davos      | 2:24:55,2  |
| 07    | Gerald Baume    | Les Breuleux  | 2:25:51,5  |
| 08    | Willy Junod     | Les Cernets   | 2:27:38,6  |
| 09    | Franz Oetiker   | SC Einsiedeln | 2:29:21,9  |
| 10    | Gilgian Künzi   | SC Kandersteg | 2:30:14,7  |

Datum: Sonntag, 31. Januar 1965 in Riederalp

Der Obergomser Konrad Hischier siegte mit zehn Minuten und 23 Sekunden Vorsprung auf Franz Kälin und holte nach 1962 seinen zweiten Meistertitel über diese Distanz. Der Vorjahressieger Alous Kälin war nicht am Start und nahm stattdessen an der Nordischen Kombination in Reit im Winkl teil.

#### 50 km
| Platz | Name            | Verein        | Zeit (std) |
| ----- | --------------- | ------------- | ---------- |
| 01    | Konrad Hischier | SC Obergoms   | 2:51:32    |
| 02    | Michel Rey      | Les Cernets   | 2:54:57    |
| 03    | Bernard Brandt  | SC La Brévine | 2:57:00    |
| 04    | Denis Mast      | Les Cernets   | 2:57:18    |
| 05    | Paul Bebi       | SC Davos      | 2:58:13    |
| 06    | Josef Haas      | SC Marbach    | 2:58:57    |
| 07    | Alois Kälin     | SC Einsiedeln | 3:00:09    |
| 08    | Alphonse Baume  | SC La Brévine | 3:00:13    |
| 09    | Michel Haymoz   | Riaz          | 3:01:23    |
| 010   | Franz Kälin     | SC Einsiedeln | 3:03:07    |

Datum: Sonntag, 21. Februar 1965 in Le Brassus

Mit drei Minuten und 25 Sekunden Vorsprung auf Michel Rey gewann der Vorjahressieger Konrad Hischier und holte damit als Erster alle drei Einzeltitel im gleichen Winter.

#### 4 × 10 km Staffel
| Platz | Namen                                                           | Verein                | Zeit (std) |
| ----- | --------------------------------------------------------------- | --------------------- | ---------- |
| 01    | Hans Luna Franz Kälin Franz Betschart Alois Kälin               | SC Einsiedeln         | 2:33:03,2  |
| 02    | Gregor Hischier Raphael Kreuzer Hermann Kreuzer Konrad Hischier | SC Obergoms           | 2:33:03,3  |
| 03    | Jean-Paul Junod Michel Rey Willy Junod Denis Mast               | Les Cernets-Verrieres | 2:34:34,4  |
| 04    |                                                                 | SC La Brévine         | 2:37:10,1  |
| 05    |                                                                 | Grenzwachtkorps       | 2:38:06,6  |

Datum: Sonntag, 7. Februar 1965 in Kandersteg

### Frauen

#### 10 km
| Platz | Name                 | Verein      | Zeit (min) |
| ----- | -------------------- | ----------- | ---------- |
| 01    | Käthi von Salis      | Bern        | 50:19,7    |
| 02    | Jacqueline Frey      | Mont Soleil | 53:44,6    |
| 03    | Marianne Leutenegger | Zürich      | 55:48,8    |

Datum: Samstag, 6. Februar 1965 in Kandersteg

Nach vier inoffiziellen Meistertitel holte Käthi von Salis ihren ersten Meistertitel.

## Nordische Kombination

### Einzel
| Platz | Name           | Ort            | Punkte |
| ----- | -------------- | -------------- | ------ |
| 01    | Jacky Rochat   | Le Brassus     | 87,41  |
| 02    | Alois Kälin    | SC Einsiedeln  | 99,70  |
| 03    | Alfred Holzer  | SC Kandersteg  | 106,42 |
| 04    | Georges Dubois | Chaux de Fonds | 109,84 |
| 05    | Gilgian Künzi  | SC Kandersteg  | 110,35 |
| 06    | Heini Moser    | Langenbrück    | 133,09 |

Datum: Samstag, 6. Februar 1965 in Kandersteg

Nach fünf Titeln in Folge von Alois Kälin gewann überraschend erstmals Jacky Rochat vor Alois Kälin. Kälin kam auf Weiten von 54 m und 58 m, stürzte aber bei beiden Versuchen.

## Skispringen

### Normalschanze
| Platz | Name             | Verein        | Weite 1 | Weite 2 | Punkte |
| ----- | ---------------- | ------------- | ------- | ------- | ------ |
| 01    | Heribert Schmid  | Olten         | 62,0 m  | 62,5 m  | 235,9  |
| 02    | Sepp Zehnder     | SC Einsiedeln | 63,0 m  | 63,0 m  | 235,0  |
| 03    | Max Walter       | Mümliswil     | 58,0 m  | 60,0 m  | 221,7  |
| 04    | Richard Pfiffner | Zürich        | 58,5 m  | 57,0 m  | 214,5  |
| 05    | William Nygaard  | Zürich        | 55,5 m  | 55,5 m  | 213,7  |

Datum: Sonntag, 7. Februar 1965 in Kandersteg

Zum dritten Mal in Folge gewann Heribert Schmid mit Weiten und 62 m und 62,5 m und 235,9 Punkten vor Sepp Zehnder, der im ersten Durchgang mit 63 m Schanzenrekord sprang.